# 阿德福韦

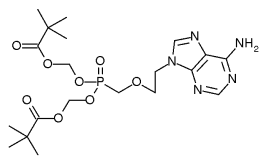
Adefovir dipivoxil

阿德福韦酯（adefovir）是一种核苷类似物抗病毒药物，能在抑制逆转录酶，用于治疗乙肝，但不能用于HIV感染。

## 历史
捷克科学院有机化学与生物化学研究所的Antonín Holý首先合成了阿德福韦。随后吉利德科学对其进行研发，期望研制成一抗HIV药物。但1999年11月，美國专家组建议美國食品藥品監督管理局否决此药的申请，因为其在剂量在60毫克到120毫克时可能會引起腎中毒，美國食品藥品監督管理局采纳了专家组的建议。
Gilead Sciences虽然终止了阿德福韦治疗HIV的研究，但从新开始了用于治疗乙肝的研究。在很低的剂量10mg下，阿德福韦对治疗乙肝有效，2002年9月20日，美國食品藥品監督管理局批准阿德福韦以商品名Hepsera治疗乙肝。第二年，在欧洲也获得审批通过。

## 作用机制
ADV经细胞内激酶磷酸化形成有活性的二磷酸盐。该活性代谢产物可竞争抑制HBV DNA多聚酶，从而抑制病毒复制。整合阿德福韦进入病毒DNA链，链合成随之终止.
阿德福韦较拉米夫定优势在于其耐药不易发生。

## 外部連結
- Hepsera web site （页面存档备份，存于）
- CID 60172 from PubChem - Adefovir dipivoxil